# Матвеев, Николай Ильич
Никола́й Ильи́ч Матве́ев (род. 15 января 1955) — советский белорусский легкоатлет, специалист по спортивной ходьбе. Выступал на всесоюзном уровне в конце 1970-х — середине 1980-х годов, обладатель бронзовой медали Всемирной Универсиады, чемпион СССР, призёр первенств всесоюзного и республиканского значения, действующий рекордсмен Белоруссии в ходьбе на 10 км, участник чемпионата Европы в Афинах. Представлял Гродно и Минск, Вооружённые силы.

## Биография
Николай Матвеев родился 15 января 1955 года. Занимался лёгкой атлетикой в Гродно и Минске, выступал за Белорусскую ССР и Советскую Армию.
Первого серьёзного успеха на всесоюзном уровне добился в сезоне 1978 года, когда на зимнем чемпионате СССР в Москве выиграл бронзовую медаль в зачёте ходьбы на 10 000 метров.
В 1979 году на зимнем чемпионате СССР в Минске получил серебро в той же дисциплине.
В мае 1980 года на соревнованиях в Минске установил ныне действующий рекорд Белоруссии в ходьбе на 10 км — 38:59.6.
В 1981 году превзошёл всех соперников на зимнем чемпионате СССР в Минске, установив личный рекорд в ходьбе на 10 000 метров в помещении — 39:21.6.
В 1982 году одержал победу в дисциплине 10 км на зимнем чемпионате СССР в Ессентуках, стал серебряным призёром в дисциплине 20 км на чемпионате СССР в Ленинграде. Благодаря череде успешных выступлений вошёл в основной состав советской сборной и удостоился права защищать честь страны на чемпионате Европы в Афинах — в программе ходьбы на 20 км показал результат 1:27:57, расположившись в итоговом протоколе соревнований на седьмой строке.
В 1983 году выиграл ходьбу на 10 км на зимнем чемпионате СССР в Кисловодске, с личным рекордом 1:21:18 был лучшим в дисциплине 20 км на международных соревнованиях в болгарском Русе. Будучи студентом, представлял Советский Союз на Всемирной Универсиаде в Эдмонтоне, где в 20-километровой ходьбе завоевал бронзовую награду, уступив только канадцу Гийому Леблану и итальянцу Маурицио Дамилано.
В 1984 году с личным рекордом 19:27.85 выиграл бронзовую медаль в ходьбе на 5000 метров на международном старте в помещении в Милане.